# Twardocice
Twardocice est une localité polonaise de la gmina de Pielgrzymka, située dans le powiat de Złotoryja en voïvodie de Basse-Silésie.

## Histoire
De 1742 à 1945, Harpersdorf fait partie de l'arrondissement de Goldberg, dans le district de Liegnitz au sein de la province de Silésie.